# Patín (arquitectura)

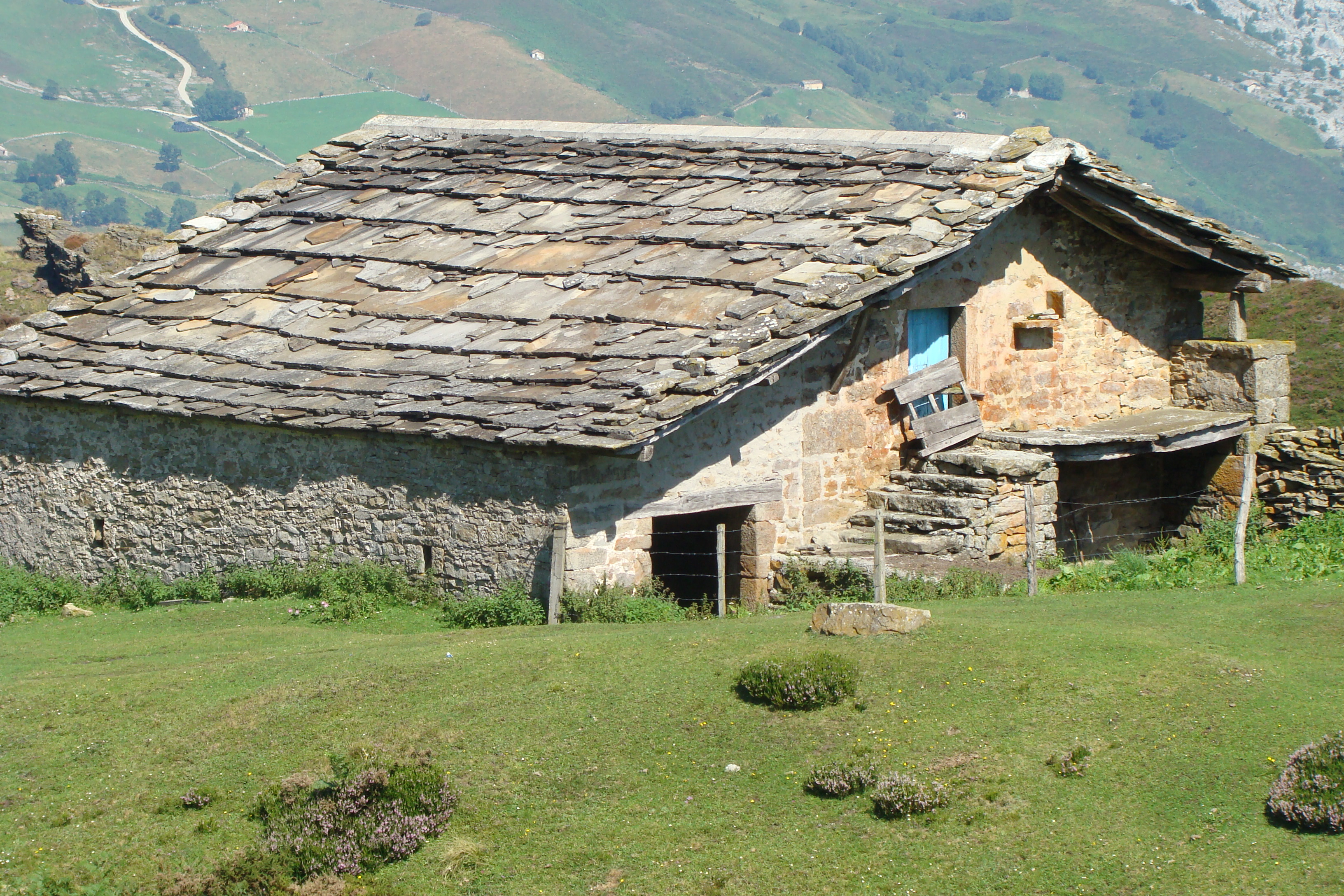
Cabaña ganadera con patín arcaico en fachada frontal.

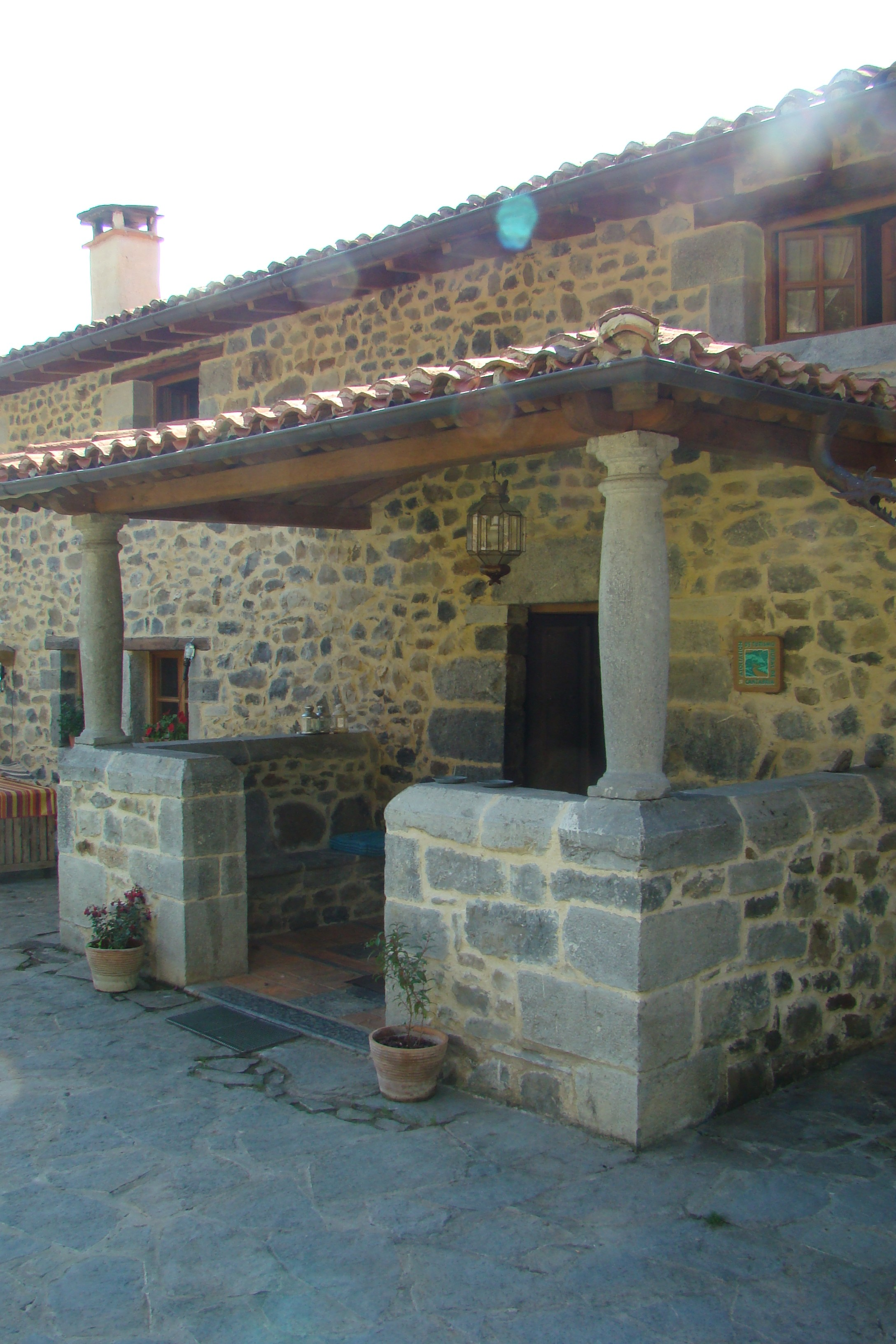
Patín en fachada lateral, en una casona urbana del concejo de Regules.

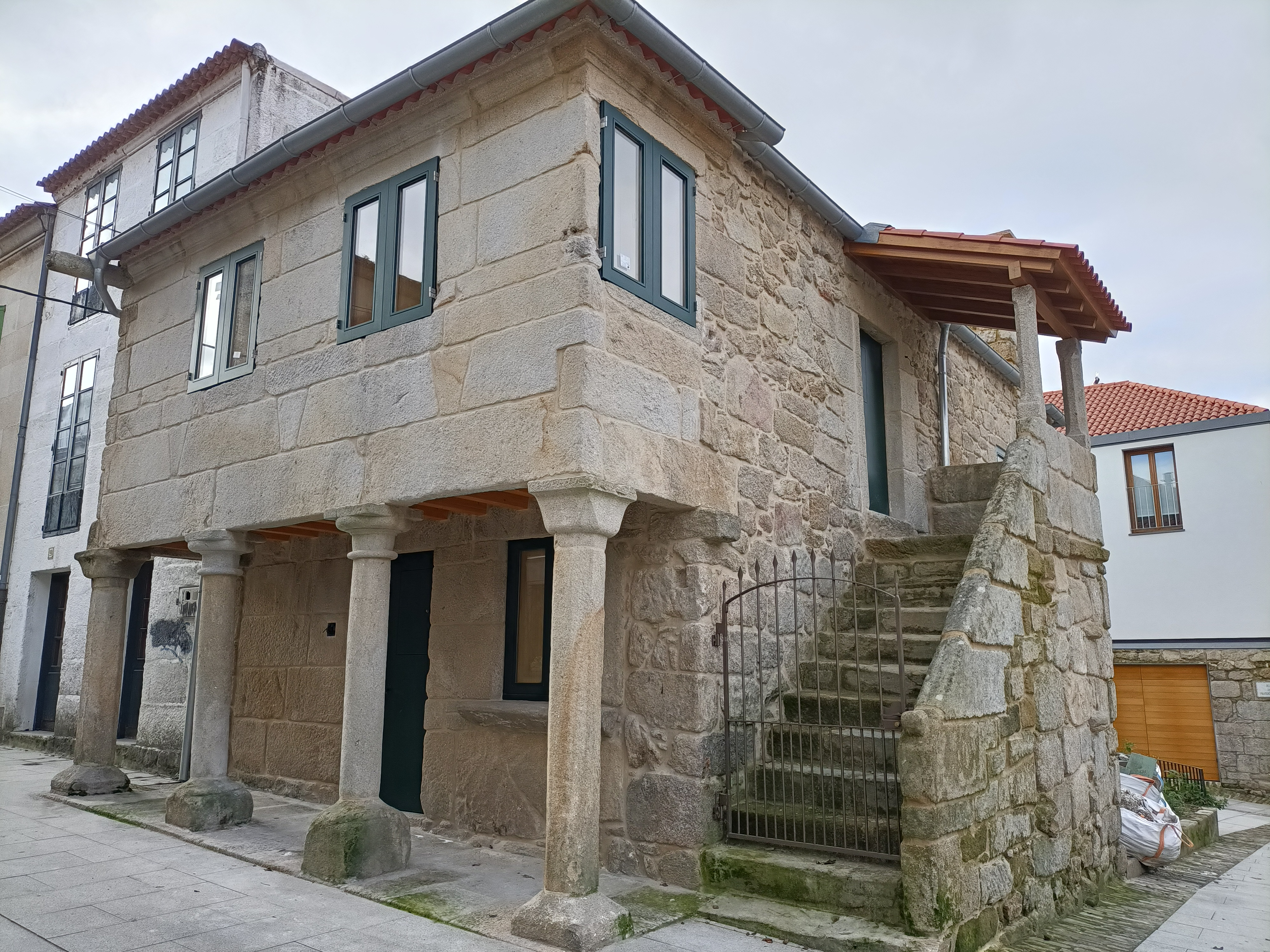
Casa con patín del en el centro histórico de Pontevedra.

El patín es un elemento arquitectónico, típico de las construcciones tradicionales de Galicia y de la comarca del Valle de Soba y de la cuenca alta del río Asón (Cantabria), que permite acceder, de forma directa desde el exterior, a las plantas altas de las viviendas.
En Cantabria su origen se sitúa en las cabañas ganaderas de las zonas más elevadas del río Asón y del Valle del Pas. En los ejemplos más arcaicos, consisten en una escalera de piedra y un rellano cubierto, usualmente por una simple prolongación del alero de cubierta, acabada con lascas de pizarra. A partir de finales del siglo XVII, comienzan a usarse en las viviendas de los núcleos, apareciendo ya algunos ejemplos dibujados en el Catastro del Marqués de la Ensenada, correspondientes a ejemplos de edificios del siglo XVIII. En el siglo XIX el modelo tipológico de la casa sobana se asienta, con el patín como elemento autóctono, adoptando ya formas más complejas, a modo de porche o zaguán abierto.
Este elemento, es el que le da un sello de originalidad a la arquitectura del Valle de Soba. Existen ejemplos abiertos, cerrados y con tejadillo independiente, con acceso frontal o lateral; en algunos casos, incluso, se extienden por toda la fachada. En la vida social de los concejos de Soba, los patines tienen una función concreta de carácter relacional como lugar de encuentro y reunión, al tratarse de espacios privados de uso semi-público, similar a la función que en La Alpujarra (Andalucía), tienen los tinaos.
En Galicia también son típicas las casas con patín en zonas históricas como en el centro histórico de Pontevedra capital.